# Fantômette dans le piège
Fantômette dans le piège est le 21e roman de la série humoristique Fantômette créée par Georges Chaulet.
Le roman, publié en février 1972 dans la Bibliothèque rose des éditions Hachette, comporte 154 pages.
Il évoque la tentative du Furet de se venger de Fantômette en raison des multiples avanies subies les années précédentes.

## Notoriété
De 1961 à 2000, les ventes cumulées des titres de Fantômette s'élèvent à 17 millions d'exemplaires, traductions comprises.
Le roman Fantômette dans le piège a donc pu être vendu à environ 200 000 exemplaires.
Comme les autres romans, il a été traduit en italien, espagnol, portugais, en flamand, en danois, en finnois, en turc, en chinois et en japonais.

## Personnages principaux
- Personnages « gentils » récurrents 
  - Françoise Dupont / Fantômette : héroïne du roman.
  - Ficelle : amie de Françoise et de Boulotte.
  - Boulotte : amie de Françoise et de Ficelle.
  - Œil de Lynx : journaliste, ami de Fantômette.

- Personnages « méchants » récurrents
  - Le Furet : bandit.
  - Prince d'Alpaga : complice du Furet.
  - Bulldozer : complice du Furet.

- Autres personnages importants
  - Johnny Baratino : complice du Furet.
  - Mykonos : complice du Furet.

## Résumé
Remarque : le résumé est basé sur l'édition cartonnée non abrégée parue en 1972 en langue française.
- Mise en place de l'intrigue

Chapitre 1.
Le Furet réunit le prince d'Alpaga et Bulldozer, ses complices habituels, ainsi que Johnny Baratino et Mykonos, qui ont été contrés dans le passé par Fantômette. Il leur expose un plan pour se venger de la jeune aventurière.
- Trois affaires qui déstabilisent Fantômette

Chapitres 2 à 8.
Françoise / Fantômette est amenée à enquêter sur un projet du Furet visant à voler le soir même un prototype de voiture (« la Tornade ») entreposé au garage Patouillard. Elle se rend au garage, rencontre M. Patouillard et lui propose de surveiller les lieux, depuis la rue. Le gérant accepte. Mais la voiture est finalement volée en dépit de la surveillance de Fantômette. Celle-ci commence à douter d'elle-même, d'autant plus que M. Patouillard l'accuse même d'être complice du vol.
Puis la jeune aventurière est engagée par un riche châtelain, M. Sam Gratt, en qualité de garde du corps. La jeune aventurière accepte. Le week-end au sein du chateau de Sam Gratt se déroule correctement. L'homme quitte le château le dimanche et embarque à bord d'un avion privé dans un aérodrome situé à proximité. L'avion prend son envol mais s'écrase au sol : Fantômette voit les effets de l’explosion. Elle se juge sévèrement : elle a manqué à son devoir de protection.
Fantômette est ensuite contactée par le colonel Tortillon, membre des services secrets (DDT - « Département de la Défense du Territoire ») qui lui demande, comme un devoir civique, de transporter une carte magnétique importante jusqu'à Romorantin-Lanthenay. Cette carte garantit la sécurité d'un sous-marin de nouvelle génération, le Pusillanime. L'aventurière accepte. Arrivée à Romorantin, la carte magnétique lui est dérobée. De retour à Paris, elle apprend par le colonel Tortillon que le sous-marin a coulé, entraînant la mort de 300 marins.
Fantômette est déprimée : ces trois missions se sont révélées être des échecs complets.
- Riposte de Fantômette et dénouement

Chapitres 9 à 11 ; « Épilogue ».
Grâce à son ami Œil de Lynx, Fantômette comprend qu'elle a été manipulée depuis le début.
Ainsi, dans la première aventure, c'est M. Patouillard lui-même qui avait volé sa propre voiture. Concernant Sam Gratt, ce dernier n'a jamais existé : c'était le bandit Mykonos qui avait loué le château et avait organisé un faux crash d'avion. Enfin, Johnny Baratino s'était fait passer pour un colonel des services secrets et lui avait subtilisé la prétendue carte magnétique relative à un sous-marin qui en réalité n'avait jamais existé.
Par l'intermédiaire d'Œil de Lynx, Fantômette fait passer un faux entrefilet dans le journal local, qui déclare que Fantômette renonce désormais à s'occuper des délinquants. Sous cet entrefilet figure aussi l'information selon laquelle une forte somme d'argent issue de l'usine de mirlitons sera transportée depuis Framboisy à Paris. Lisant les deux informations, le Furet et ses complices sont heureux de voir que leur plan visant à démoraliser l'aventurière a été un succès complet, et envisagent de voler la somme d'argent transportée dans le train. Ils élaborent un plan d'action à ce sujet.
Le lendemain, les bandits passent à l'action. Les deux informations publiées dans le journal étaient fausses : le train ne contient aucune somme d'argent. Les bandits se disputent entre eux et se font arrêter par les forces de l'ordre.
Dans l'épilogue du roman, Ficelle annonce à Françoise et à Boulotte qu'elle a décidé, à la suite de la retraite de Fantômette, de prendre sa succession et de créer « l'Agence Ficelle », une agence de détectives privés qui sera la plus efficace du monde.

## Autour du roman
- L'architecte Mykonos avait déjà été croisé dans  Fantômette et le Trésor du pharaon (1970).
- Johnny Baratino avait déjà été croisé dans le roman Fantômette et la Lampe merveilleuse (1969) et sera de nouveau croisé dans Fantômette et le Magicien (2009).
- Dans Fantômette amoureuse (2011), Ficelle proposera de nouveau à Françoise et Boulotte de créer « l'Agence Ficelle », une agence de détectives privés.